# Ветроходна лодка
Платноходка или ветроходна лодка е лодка, задвижва отчасти или изцяло от платна, по-малки от тези на ветроходен кораб. Разлики в това какво представлява ветроходната лодка са налице в зависимост от региона и морската култура.
Ветроходството, упражнявано с подобни лодки е развит олимпийски спорт.